# Vieux Frères - Partie 1
Albums de Fauve
Blizzard (EP)
(2013) Vieux Frères - Partie 2
(2015)
Vieux Frères - Partie 1 est le premier album du groupe français Fauve, sorti le 3 février 2014. 
Le disque s'est écoulé à environ 100 000 exemplaires en France et obtient donc la certification de disque de platine. Il atteint, dès la semaine de sa sortie, la seconde position des ventes françaises de disques, mais n'y restera qu'une semaine avant de perdre de nombreuses places. L'album est en deux volets ; une suite voit le jour le 16 février 2015.

## L'album

### Histoire
Le titre de l'album est dévoilé par le groupe le 17 novembre 2013 sur internet. La liste des pistes et la pochette de l'album sont, eux, dévoilés le 1er décembre 2013. Le premier extrait de l'album officiellement dévoilé est le morceau Voyou, le 10 octobre 2013, mais il semblerait qu'il ne s'agisse pas de la version de l'album à paraître car les titres diffèrent légèrement: Voyou et Voyous, de plus la version de l'album est plus longue (6:16) que celle parue sur internet (5:01) et est annoncée en duo avec le rappeur Georgio. Le second extrait, De Ceux, est en réalité le premier single officiel issu de l'album. Il a été dévoilé par le groupe le 7 décembre 2013, sur Facebook.
L'album distribué par Warner était disponible chez certains disquaires français dès le 31 janvier 2014.
En quelques jours, l'album se classe numéro 1 des ventes françaises sur la plateforme numérique iTunes.

### Le style musical et thème
Le 25 janvier 2014, une interview du groupe est publiée sur internet et ils y dévoilent des informations concernant l'album.
Le style du parlé-chanté (spoken word) adopté dans la quasi-totalité des chansons de Fauve viendrait du morceau Street Hassle du chanteur Lou Reed.
L'album contient onze morceaux et se déroule dans un ordre chronologique qui retrace les premiers instants du groupe, la naissance du collectif musical. L'album se terminerait, dans l'histoire, en juin 2013.

### Liste des pistes
L'album contient onze pistes et une version alternative de la chanson Voyous.
| No  | Titre                  | Durée |
| --- | ---------------------- | ----- |
| 1.  | Voyous (feat. Georgio) | 6:16  |
| 2.  | Requin-Tigre           | 4:27  |
| 3.  | Jeunesse Talking Blues | 3:02  |
| 4.  | Rag #3                 | 1:35  |
| 5.  | Infirmière             | 4:43  |
| 6.  | De Ceux                | 3:30  |
| 7.  | Rag #4                 | 1:31  |
| 8.  | Tunnel                 | 4:09  |
| 9.  | Vieux Frères           | 4:08  |
| 10. | Lettre à Zoé           | 3:55  |
| 11. | Loterie                | 3:41  |

### L'artwork
L'artwork de l'album représente le logo ≠ du groupe peint à la peinture rouge sur la joue d'un homme à l'image d'une cicatrice saignante.

## Les «pâtisseries»
Le groupe sort régulièrement ce qu'il nomme des « pâtisseries » qui correspondent à des extraits des chansons de l'album à venir. Ainsi cinq extraits ont été dévoilés régulièrement par le groupe sur les réseaux sociaux pour la promotion de l'album. Il s'agit de Vieux Frères, Loterie, Infirmière, Requin-Tigre et Lettre à Zoé :
1. Pâtisseries #7 - Vieux Frères  - 1:49 (le 2 septembre 2013)
2. Pâtisseries #8 - Loterie 1:51 (le 10 janvier 2014)
3. Pâtisseries #9 - Infirmière- 1:26 (le 16 janvier 2014)
4. Pâtisseries #10 - Requin-Tigre  - 1:27 (le 27 janvier 2014)
5. Pâtisseries #11 - Lettre à Zoé  - 1:40 (le 30 janvier 2014)

On peut cependant noter que les paroles de la Pâtisserie #7 - Vieux Frères diffèrent de celles du titre Vieux Frères se trouvant sur l'album Vieux Frères - Partie 1.